# Ammonios z Egiptu
Ammonios z Egiptu, Ammonios z Aleksandrii (I–II w.n.e.) – filozof, kierownik Akademii Platońskiej. Nauczyciel Plutarcha i zwolennik religijno-mistycznego kierunku w platonizmie.